# Lac Édouard (Québec)
Pour les articles homonymes, voir Lac Édouard (homonymie).
Le lac Édouard est un lac du Canada situé au Québec, dans la municipalité du Lac-Édouard dans la région administrative de la Mauricie et à la tête de la vallée de la Batiscanie.

## Géographie
Ce lac a la particularité d'avoir deux émissaires, soient la rivière Batiscan et la rivière Jeannotte. Le principal tributaire du lac est la Rivière aux Rats dont le lac de tête est le Lac aux Rats (rats musqués) ; la rivière coule vers le nord-est, avant de bifurquer vers le sud pour se déverser dans la Baie des Rats, située dans la zone ouest du lac. Le lac compte plusieurs autres baies : William, Power, des Rats, du Bouquet, La Grande Baie, Bouleau, Steamboat, Ronde et Gull Rock. 
Le lac Édouard compte plusieurs îles notamment : île Hoffman, à Ritchie, Scott, à Bélanger, des Francs-Maçons, Warrington, Eaton, Turner et à Ziegfeld.
La "Réserve écologique Judith-de-Brésoles" est située du côté est du lac, soit autour du Lac Mauvais. Tandis que la zec de la Bessonne est située dans la partie sud du lac, voisine de la zec Jeannotte.
Le village de Lac-Édouard est situé au nord-est du lac, près de la source de la rivière Batiscan.

## Toponymie
Attesté depuis 1828, son nom se réfère, selon l'arpenteur Joseph Bouchette, à Édouard Jeannotte, un trappeur de Batiscan. Le nom du lac est aussi attesté en montagnais comme « Etoolsakigan » qui signifie aussi lac Édouard. La totalité de son aire est située dans la municipalité de Lac-Édouard.

## Économie
L'industrie forestière a été très importante autour du lac Édouard, dès l'arrivée du train en Haute-Batiscanie en 1890. Les bûcherons étaient actifs sur le lac pour transporter le bois à la scierie avec tirant des bateaux avec des câbles entourant billots flottants. En 1903, un vaste incendie de forêt a détruit la forêt autour du lac et a forcé la mise à pied de 1000 travailleurs de la scierie située au village de Lac-Édouard.